# Gle Dua (berg i Indonesien, lat 5,53, long 95,70)
Gle Dua är ett berg i Indonesien.   Det ligger i provinsen Aceh, i den västra delen av landet, 1 800 km nordväst om huvudstaden Jakarta. Toppen på Gle Dua är 316 meter över havet.
Terrängen runt Gle Dua är huvudsakligen kuperad, men norrut är den platt.Runt Gle Dua är det glesbefolkat, med 17 invånare per kvadratkilometer. I omgivningarna runt Gle Dua växer i huvudsak städsegrön lövskog.